# 文楽

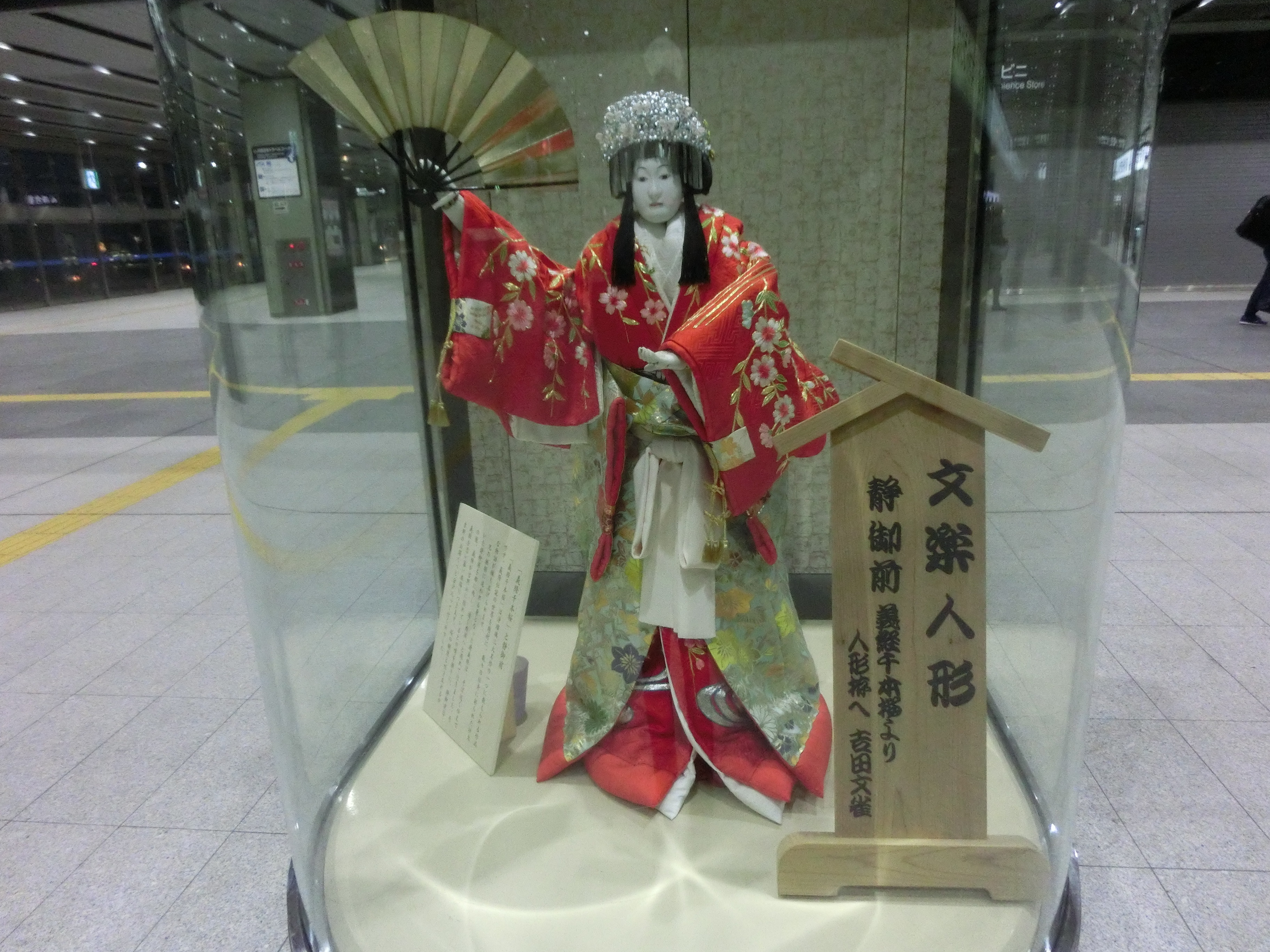
『静御前』 JR新大阪駅

文楽（ぶんらく）とは、人形浄瑠璃文楽のこと。大阪で成立し同地を本拠地とする人形浄瑠璃の系譜。
1955年に（人形浄瑠璃文楽座の座員により演ぜられる）文楽が文化財保護法に基づく重要無形文化財に指定された。2003年ユネスコ「人類の口承及び無形遺産に関する傑作の宣言」、2008年「人類の無形文化遺産の代表的な一覧表」への掲載、そしてユネスコ無形文化遺産保護条約が発効した2009年9月の第1回登録であらためてユネスコの無形文化遺産に登録された。2019年現在、公益財団法人文楽協会を公演団体とし、大阪市の国立文楽劇場と東京の国立小劇場を中心に公演を行っている。
1684年、古浄瑠璃を独自に発展させた「義太夫節」の始祖である竹本義太夫が、大坂に「竹本座」を建て、自らの義太夫節の演奏と人形による三業（後述）での人形浄瑠璃の興行を始めた。その後、竹本義太夫の弟子が独立し豊竹若太夫を名のって興した「豊竹座」と競うなど、隆盛の時代には複数の興行元を数えたが、明治初期には興行元が「文楽座」と「彦六座」の2座のみとなった。その後大正期に彦六座の流れを汲む竹豊座が解散、興行が文楽座のみとなったため、現在では「文楽」という2字の名称が、江戸時代のものを含むすべての人形浄瑠璃の代名詞として使われることが少なくないが、実際は下述のように、文楽＝人形浄瑠璃ではない。
なお、文楽および文楽座という名称の直接的由来は、兵庫県淡路出身の植村文楽軒という人物が興行元であった上述の文楽座ではあるが、前述どおり、義太夫節の始祖が大坂で直接成立させた人形浄瑠璃の一形態の系譜であるため、人形浄瑠璃文楽を成立させた源流＝淡路ということではない（淡路には淡路人形浄瑠璃が存在する）。
人形浄瑠璃（にんぎょうじょうるり）は日本の伝統芸能で、浄瑠璃と人形によって演じられる人形劇。大正期以降、文楽座が一定規模以上の人形浄瑠璃の公演を行う唯一の公演団体となったため、「文楽」の名称が人形浄瑠璃と同義に用いられる場合もある。人形浄瑠璃は、徳島や淡路から全国に伝わり、日本の伝統文化となった。
この記事では文楽を中心に、文楽系統の成立以前の人形浄瑠璃、および文楽以外の人形浄瑠璃についても説明する。「人形浄瑠璃」については浄瑠璃も参照のこと。

## 三業
文楽は男性によって演じられる。太夫・三味線・人形の「三業（さんぎょう）」で成り立つ三位一体の技芸である。客席の上手側に張りだした「床（ゆか）」と呼ばれる専用の演奏台の上で、太夫と三味線が浄瑠璃を演奏する。そのことから演奏者そのものに対しても「床」と呼ぶことがある（「太夫と三味線」を示す表現として）。同じように人形遣いのことを「手摺」と表現して呼ばれる場合もあるが、これは人形遣いの腰から下が隠れる板のことを手摺ということに由来している。
床には「盆（ぼん）」という回転機構が設けられている。浄瑠璃演奏の基本形である「太夫1人＋三味線1人」が乗れる構造で、2人掛かりの人力で180度回転させることで、舞台の緊張感保持に影響させない登場もしくは演奏者交代が可能となっている。

### 太夫
浄瑠璃語り。配役にて割り当てられた担当場面の物語を、その太夫が1人で全て語るのが基本形で、情景描写から始まり多くの登場人物を語り分けるが、長い作品などでは途中で別の太夫と交代して務める。「掛け合い」の場合には複数の太夫が並ぶ。浄瑠璃には多くの種別があるが、文楽においては竹本義太夫を創始者とする義太夫節が用いられている。
なお、太夫名（芸名）は、1953年に因会（ちなみかい）、翌年に三和会（みつわかい）が「大夫」と表記を変更したが、2016年に元来の表記である「太夫」に戻した。また「若太夫」のように「太夫」の前が2拍の場合は「たゆう」、「義太夫」「越路太夫」のように2拍以外の場合は「だゆう」と読む。

### 三味線
浄瑠璃三味線を演奏する三味線弾きのこと。太棹の三味線を使う。座り方は正座であるが、膝を広めに座り両足の間に完全に尻を落としている。響きが重いことから「ふと」（⇔細棹は「ほそ」）ともいう。

### 人形
人形遣い。古くは1つの人形を1人の人形遣いが操っていたが、1734年に『芦屋道満大内鑑』で三人遣いが考案されたと伝えられ（詳細は「芦屋道満大内鑑#三人遣い」参照）、現在では3人で操るのが普通である。主遣い（おもづかい）が首(かしら)と右手、左遣いが左手、足遣いが脚を操作する。「頭(ず)」と呼ばれる主遣いの合図によって呼吸を合わせている。黒衣姿だが、重要な場面では主遣いは顔をさらすこともあり「出遣い」と呼ばれる。非常に特別な演目を除き「出遣い」の場合でも左・足遣いは顔を隠している。ただし、端役の人形は1人の人形遣いが首と右手を操作する1人遣いであり、つめの人形あるいは詰人形と呼ぶ。端役の「出遣い」は行われない。左遣いは差金と呼ばれる棒を用いて人形から少し離れた位置で操作する。左遣いは主遣い・足遣いと違い片手が開いているため道具の受け渡しなどの補助的な役割も分担する。

## 文楽人形

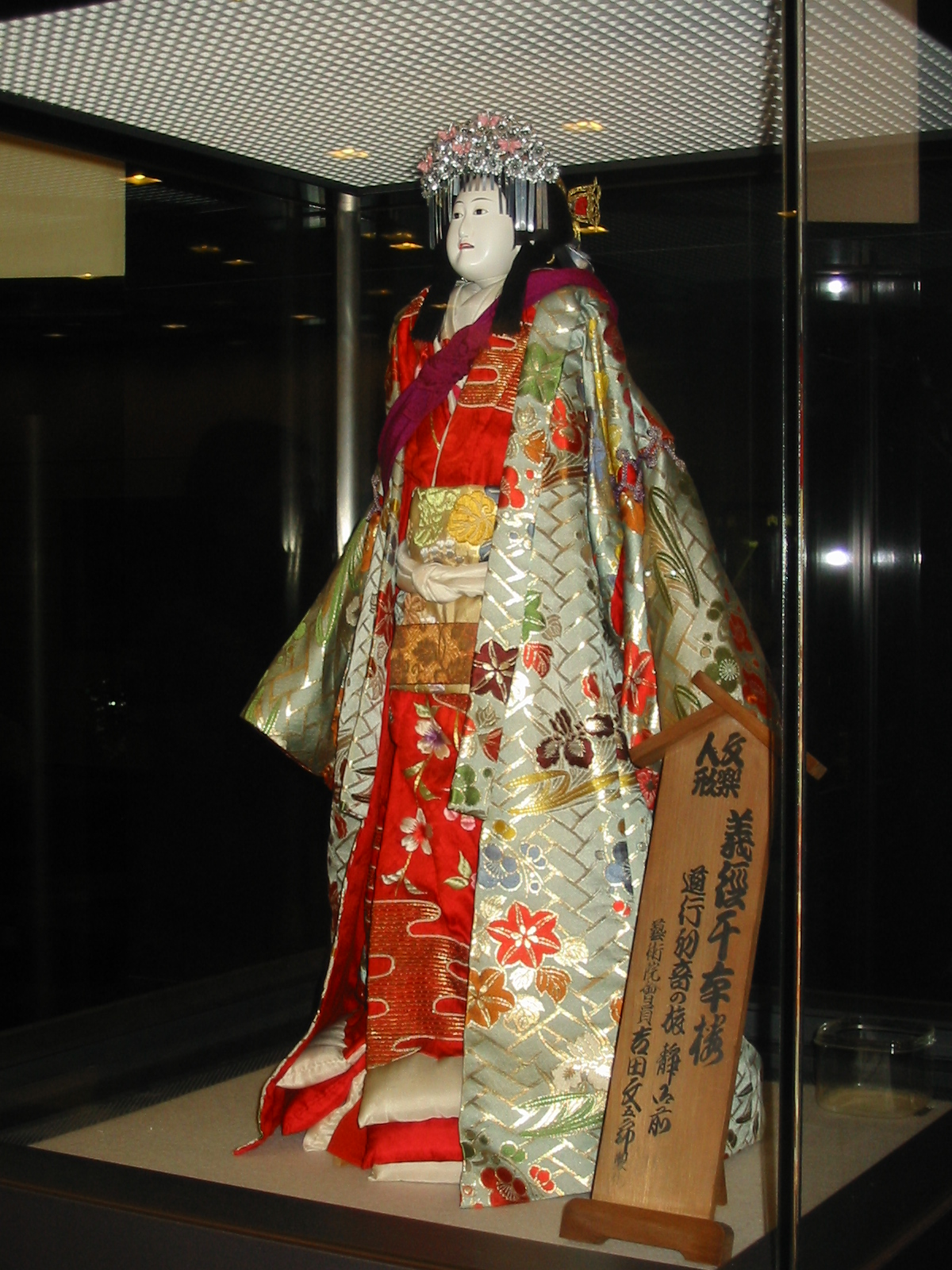
文楽人形（国立文楽劇場）

### 文楽人形の改良
（1861年（文久元年刊行）の文献による）
1. 足を附けるようになる。・・・・・・17世紀後半[6]（山本土佐椽角太夫(やまもととさのじょうかくだゆう)の時代）の「源氏烏帽子折（げんじえぼしおり）」の木偶より。
2. 指先を動かせるようになる。・・・・1733年（享保18年）「車返合戦桜大森彦七（くるまかえしかっせんざくらおおもり　ひこしち）」の木偶より。
3. 帷子衣装を着せるようになる。・・・1745年（延享2年）「夏祭浪花鑑（なつまつりなにわかがみ）」の木偶より。
4. 眉毛を動かせるようになる。・・・・1741年（元文5年）「武烈天皇艤（ぶれつてんおうふなよそおい）」の木偶より。
5. 目を動かし、舌を出し、髪を逆立て、腹を動かせるようになる。…1861年（文久元年）の当時の様子。

### 現在の文楽人形
文楽人形には、男女のほか、年齢・身分・性格によって「かしら」が異なり、それぞれ以下のような種類がある。
男性のかしら
- 男性的で哀愁を帯びた強さがあらわれている立役、検非違使・剣菱（けんびし）
- 嫌味で卑屈な表情の端敵役の陀羅助（だらすけ）
- 三枚目の敵役、与勘平（よかんぺい）
- 正直な町人、又平（またへい）
- 慈愛に満ちた心を持つ老武士、鬼一（きいち）
- 20代前後の二枚目役、源太（げんだ）
- 10代の恋愛ものの相手役に用いられる、若男（わかおとこ）
- 40代から50代頃の武将で、聡明繊細な表情を浮かべた孔明（こうめい）
- 時代物の豪快な武将、金時（きんとき）

など
女性のかしら
- 14、5歳の未婚女性他に用いられる、初々しい表情の娘（むすめ）
- 20代から40代の幅広い女性に用いられる老女形（ふけおやま）
- 最高位の遊女としての気品と色気、芯の強さを持ち合わせた女性のかしらで、最も華麗である傾城（けいせい）
- 三枚目役のお福（おふく）

など
素材は木曽檜を用い、眉（アオチ）・目（ヒキ目・ヨリ目）など動くものには仕掛けを、また内部にうなづき糸をつけるなどして、表情を豊かにする工夫が施されている。かしらを動かすための操作索には鯨ひげが使われる。
人形の衣裳はそのつど脱がされ、かしらと別々に保管されている。よって使用する際には、人形遣いは自分で遣う人形の衣裳をつけることが必要となる。それを、人形拵えという。

## 歴史

### 人形浄瑠璃について

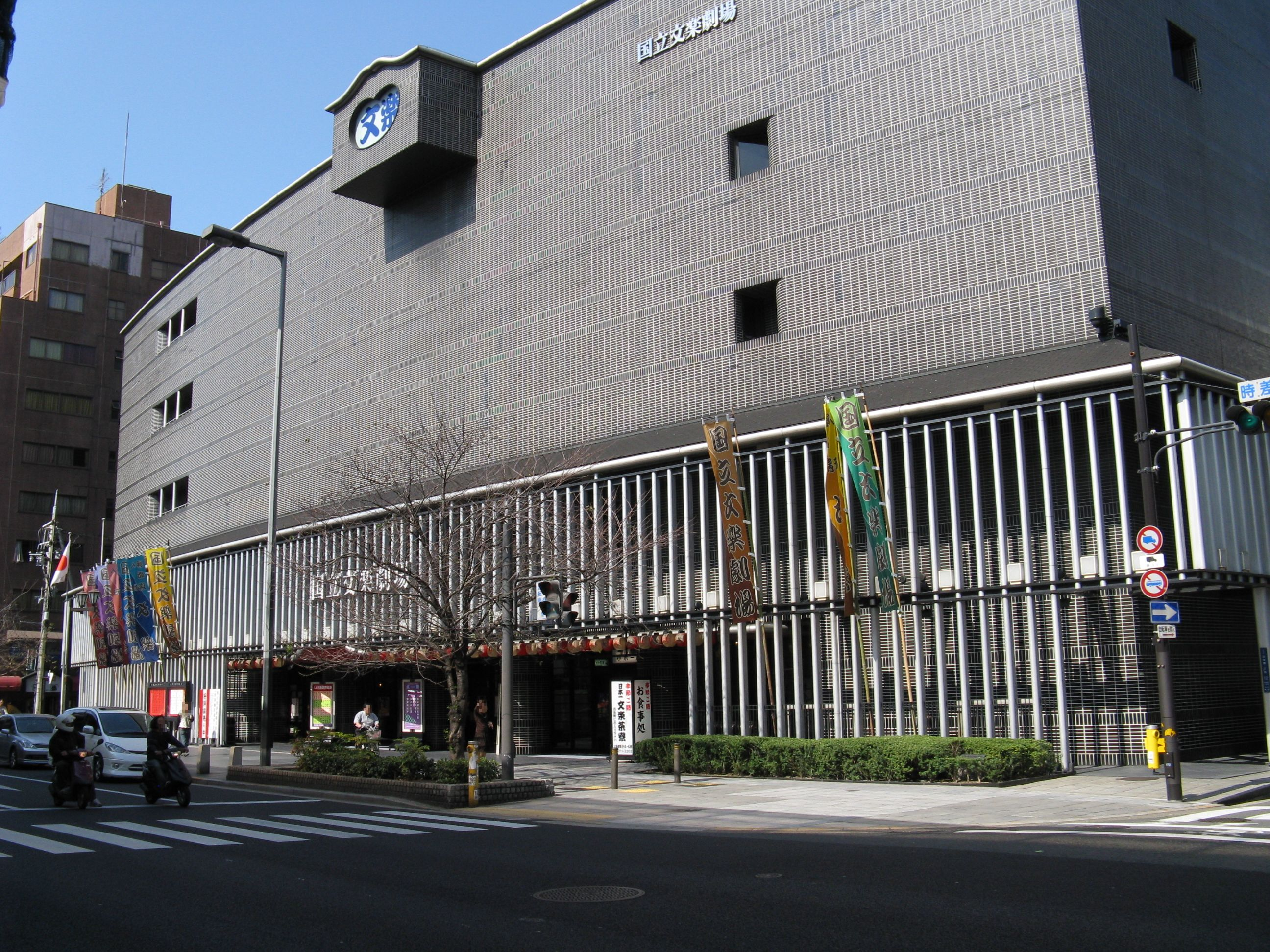
国立文楽劇場（大阪市中央区）

人形芝居が江戸時代初期に三味線音楽、浄瑠璃と結びついて生まれたとされる。太夫では竹本座を大坂に開いた竹本義太夫、作者では近松門左衛門や紀海音といった優れた才能によって花開いた。一時期は歌舞伎をしのぐ人気を誇り、歌舞伎にもさまざまな影響を与えた。今日でも櫓下（最高位の太夫）は芸事における地位が高いとされる。多くの歌舞伎が人形浄瑠璃の翻案であり、浄瑠璃を省略なく収めた本を丸本と称するところから、丸本物（まるほんもの）と呼ばれる。
その後、福内鬼外（平賀源内）により江戸浄瑠璃が発生した。18世紀末から19世紀のはじめにかけて（寛政年間）、淡路仮屋出身の初世植村文楽軒は歌舞伎の人気に押されて廃れつつあった人形浄瑠璃の系統を引き継ぎ、高津橋（大阪市中央区）に座を作り再興させた。この劇場は1872年、三世植村文楽軒（文楽翁）の時に松島（大阪市西区）に移り、「文楽座」を名乗る。大正期には文楽座が唯一の人形浄瑠璃専門の劇場となったことから、人形浄瑠璃の代表的存在となった。
1909年には文楽座は松竹の経営となり、松竹が文楽の興行を行うこととなった。文楽座はのちに御霊神社境内（大阪市中央区）に移転。焼失後の1929年には四ツ橋（大阪市西区）に新築移転したが、1945年の大阪大空襲で再度焼失。翌1946年に復興したが、1956年、道頓堀弁天座跡（大阪市中央区）へ新築移転した。
1948年、松竹との待遇改善がからみ、文楽界は会社派の「文楽因会」と組合側の「文楽三和会」に分裂した。こうした内紛もあって戦後は興行成績が低迷。1963年、松竹は文楽から撤退し、文楽座も朝日座と改称。新たに大阪府・大阪市を主体に文部省（現・文部科学省）・NHKの後援を受けた財団法人文楽協会が発足し、文楽界は再統一され、再出発することとなった。
1984年には国立文楽劇場が完成し、松竹の撤退後も文楽を興行して大阪の文楽の定席的役割を担っていた道頓堀朝日座(旧文楽座)は長い歴史の幕を閉じた。
2003年、「人形浄瑠璃文楽」が「人類の口承及び無形遺産の傑作」と宣言された（無形文化遺産参照）。
2012年、有料入場者数が3年ぶりに10万人を超えた。劇場の開場25周年だった09年度以来。
2014年、日本財団が人形浄瑠璃「文楽」の普及をめざし「にっぽん文楽」プロジェクトを立ち上げ、東京オリンピックが開催される2020年まで年2回の全国公演を実施することを発表した。
2015年、2014年度の入場者数が増加。1994年度以来、20年ぶりの高水準で、1984年の劇場開場以来3番目に多い。平均入場者数は、過去最高となった。3月には「にっぽん文楽」プロジェクトの一環で、六本木ヒルズのアリーナに檜舞台を組み立てての公演を実施した。

## 主な作品
江戸時代から見て過去の出来事を扱った「時代物」と、同時代のことを主題にした「世話物」がある。ほとんどの作品は江戸時代に創作・初演されたものだが、明治以降に創作・初演された作品もある。
昭和年間以降では大西利夫の翻訳、脚本化によりハムレット、蝶々夫人などの「赤毛物」も上演されるようになった。

### 時代物
- 芦屋道満大内鑑　（あしやどうまんおおうちかがみ）（葛の葉）
- 伊賀越道中双六　（いがごえどうちゅうすごろく）（伊賀越）
- 一谷嫩軍記　（いちのたにふたばぐんき）（一の谷）
- 妹背山婦女庭訓　（いもせやまおんなていきん）（妹背山）
- 絵本太功記　（えほんたいこうき）（太功記）
- 奥州安達原　（おうしゅうあだちがはら）（安達原）
- 近江源氏先陣館　（おうみげんじせんじんやかた）（近江源氏）
- 加賀見山旧錦絵　（かがみやまこきょうのにしきえ）（鏡山）
- 仮名手本忠臣蔵　（かなでほんちゅうしんぐら）（忠臣蔵）
- 鎌倉三代記　（かまくらさんだいき）（鎌三）
- 鬼一法眼三略巻　（きいちほうげんさんりゃくのまき）（鬼一法眼）
- 祇園祭礼信仰記　（ぎおんさいれいしんこうき）（信仰記、金閣寺）
- 傾城反魂香　（けいせいはんごんこう）（吃又）
- 源平布引滝　（げんぺいぬのびきのたき）（布引、布引滝）
- 恋女房染分手綱　（こいにょうぼうそめわけたづな）（重の井子別れ、恋女房）

- 国性爺合戦　（こくせんやかっせん）（国性爺）
- 御所桜堀川夜討　（ごしょざくらほりかわようち）（御所桜、弁慶上使）
- 生写朝顔話　（しょううつしあさがおばなし）（朝顔日記）
- 新薄雪物語　（しんうすゆきものがたり）（新薄雪）
- 菅原伝授手習鑑　（すがわらでんじゅてならいかがみ）（菅原）
- 攝州合邦辻　（せっしゅうがっぽうがつじ）（合邦）
- 壇浦兜軍記　（だんのうらかぶとぐんき）（阿古屋琴責め）
- 花上野誉碑　（はなのうえのほまれのいしぶみ）（志渡寺）
- ひらかな盛衰記　（ひらかなせいすいき）（盛衰記、逆櫨、源太勘当）
- 平家女護島　（へいけにょごのしま）（俊寛）
- 本朝廿四孝　（ほんちょうにじゅうしこう）（廿四孝）
- 嬢景清八島日記　（むすめかげきよやしまにっき）（嬢景清）
- 伽羅先代萩　（めいぼくせんだいはぎ）（先代萩）
- 義経千本桜　（よしつねせんぼんざくら）（千本桜）
- 良弁杉由来　（ろうべんすぎのゆらい）

### 世話物
- 桂川連理柵　（かつらがわれんりのしがらみ）（桂川）
- 碁太平記白石噺　（ごたいへいきしらいしばなし）（白石噺、碁太平記）
- 心中天網島　（しんじゅうてんのあみじま）（天網島）
- 心中宵庚申　（しんじゅうよいごうしん）（お千代半兵衛）
- 新版歌祭文　（しんばんうたざいもん）（お染久松）
- 曾根崎心中　（そねざきしんじゅう）（お初徳兵衛）
- 近頃川原の達引　（ちかごろかわらのたてひき）（お俊伝兵衛、堀川）
- 壺坂観音霊験記　（つぼさかかんのんれいげんき）（壺坂）
- 夏祭浪花鑑　（なつまつりなにわかがみ）（夏祭）
- 艶容女舞衣　（はですがたおんなまいぎぬ）（酒屋）
- 双蝶々曲輪日記　（ふたつちょうちょうくるわにっき）（双蝶々）
- 堀川波の鼓　（ほりかわなみのつづみ）（波の鼓）
- 冥途の飛脚　（めいどのひきゃく）（梅川忠兵衛）

## イヤホンガイド
江戸時代に成立した古典の文楽では、当時は当たり前の様式や言葉遣いが、現代人には分かりにくいものに成っているが、その解説を無線で劇場内に飛ばしイヤホン端末で客が受けるものをイヤホンガイドと呼んで、国立文楽劇場や国立劇場内売店で本体(端末)保証金とイヤホンガイド料金で購入し、終演後に本体(端末)返却時に保証金は返される。英語版も有る。邪道と言う者もいるが、イヤホンガイド登場以前も、文楽観劇では、文楽通が文楽初心者に客席でひそやかに解説する習慣があったが、歌を聞くオペラやミュージカルと違い、義太夫を聞くだから許された観劇習慣だった。2〜3日の地方公演の場合、イヤホンガイドの替わりに、中日劇場は字幕表示、名古屋市芸術創造センターや博多座の場合は開演前に解説される。

## 文楽以外の人形浄瑠璃

### 国指定の重要無形民俗文化財である人形浄瑠璃
尾口のでくまわし
石川県白山市。保護団体名 東二口文弥人形浄瑠璃保存会。深瀬木偶廻し保存会。定期公演は毎年概ね2月第2・3土、日に開催される。
相模人形芝居
神奈川県厚木市・小田原市。保護団体名：相模人形芝居連合会（林座（厚木）、長谷座（厚木）、下中座（小田原））。連合会には3座の他、前鳥座（平塚市）と足柄座（南足柄市）の2座（戦後に復興）も加盟している。
佐渡の人形芝居（文弥人形、説経人形、のろま人形）
新潟県佐渡市。保護団体名：佐渡人形芝居保存会（佐渡文弥人形振興会、新穂村人形保存会）。演目は「源氏烏帽子折」など。文弥人形の文弥節は古浄瑠璃の1つ。
真桑人形浄瑠璃
岐阜県本巣市。物部神社で奉納上演される。保護団体名：真桑文楽保存会。演目は「蓮如上人一代記」など。上演会場の「真桑の人形舞台」は重要有形民俗文化財である。
安乗の人形芝居
三重県志摩市阿児町安乗。保護団体名：安乗人形芝居保存会。別名安乗文楽。安乗神社で奉納上演される。演目は「伊達娘恋緋鹿子」など。
淡路人形浄瑠璃
兵庫県南あわじ市。保護団体名：財団法人淡路人形協会（理事長は南あわじ市長）。常設館「淡路人形浄瑠璃館」を持つ。淡路島内の学校のクラブ活動・部活動としても盛んである。演目は「傾城阿波の鳴門」など。
阿波人形浄瑠璃
徳島県。保護団体名：財団法人阿波人形浄瑠璃振興会。振興会には2004年9月現在、人形座14団体、大夫部屋6団体、三味線師匠6団体が所属しており、阿波十郎兵衛屋敷では阿波十郎兵衛座が定期公演を行っている。県下の学校のクラブ活動・部活動としても盛んである。演目は「傾城阿波の鳴門」など。人形師・天狗久の制作用具・製品等が重要有形民俗文化財に指定されている。
山之口の文弥人形
宮崎県都城市。保護団体名：山之口麓文弥節人形浄瑠璃保存会。文弥節は古浄瑠璃の1つ。
東郷文弥節人形浄瑠璃
鹿児島県薩摩川内市東郷町斧渕。保護団体名：東郷文弥節人形浄瑠璃保存会。17世紀後半に上方で流行した文弥節の系統に属し、古浄瑠璃の面影を伝える貴重な芸能。
今田人形
長野県飯田市の人形芝居で国選択無形民俗文化財。飯田市龍江の大宮八幡宮秋季大祭などで上演される。
黒田人形
長野県飯田市上郷の下黒田諏訪神社で上演される。「手」と言われる古い型を遺すといわれている。

### その他の人形浄瑠璃
恵那文楽
岐阜県中津川市。県指定無形文化財。
半原人形浄瑠璃
岐阜県瑞浪市。県指定無形文化財。
冨田人形
滋賀県長浜市富田町。県選択無形民俗文化財。天保6年（1835年）に富田を訪れた阿波の芝居一座が村人に人形を譲ったことが始まりとされる。現在では海外公演も行っている。
乙女文楽
女性による人形遣いのもの。現在は一人遣いのもののみだが、発祥当初（昭和初期）は三人遣いのものもあった。湘南座（平塚市）のほか、吉田光華、桐竹繭紗也らが活躍している。
直島女文楽
戦後、島の女性たちによって復興された。
清和文楽
熊本県上益城郡山都町。県指定重要無形文化財。
道の駅清和文楽邑内の清和文楽館は九州唯一の人形浄瑠璃専用劇場である。